# ۶۲۶ (پیش از میلاد)
۶۲۶ (پیش از میلاد) ۶۲۶مین سال قبل از تقویم میلادی است.